# 2011 au Kenya
Cet article présente les faits marquants de l'année 2011 au Kenya.

## Évènements
- Mardi 8 mars 2011 : la Cour pénale internationale a délivré des citations à comparaître contre six hauts responsables kényans, suspectés de crimes contre l'humanité lors des violences politico-ethniques post-électorales fin 2007-début 2008, ayant fait 1 200 morts et plus de 300 000 déplacés. Il s'agit de Uhuru Kenyatta, vice premier ministre et ministre des Finances, Francis Muthaura, Hussein Ali, William Ruto, ministre de l’Éducation supérieure, Henry Kosgey, ministre de l'Industrialisation et Joshua Arap Sang, présentateur radio. Le parlement a appelé le 23 décembre 2010 le gouvernement à se retirer du Statut de Rome, fondement juridique de la CPI, dénonçant le fait que « seuls des Africains des anciennes colonies sont jugés par la CPI » estimant que l'adoption d'une nouvelle Constitution par le Kenya en août 2010 rendait caduque l'adhésion du pays au Statut de Rome, et permet de juger dans un cadre national les responsables présumés des violences[1].

- Jeudi 7 avril 2011 : début de la procédure d'enquête de la CPI pour crimes contre l'humanité contre les anciens ministres William Ruto, Henry Kosgey et Joshua Arap Sang[2]

- Vendredi 8 avril 2011 : première audience devant la CPI de l'ex-premier ministre Uhuru Kenyatta, de Francis Muthaura (ex-bras droit du président) et Mohammed Hussein Ali (ex-chef de la police) soupçonnés de meurtres, transfert forcé de population et persécutions durant les mois qui ont suivi la réélection contestée de l'actuel président Mwai Kibaki en décembre 2007 [3].

- Dimanche 8 mai 2011 : l'explosion d'un  mine anti-personnel avec laquelle ils jouaient a causé la mort de 4 enfants et en a grièvement blessé un autre dans la localité d'Ewaso Kedong[4].